# Serpianosaurus mirigiolensis
Il serpianosauro (Serpianosaurus mirigiolensis) è un rettile semiacquatico estinto, appartenente ai pachipleurosauri. Visse nel Triassico medio (Anisico/Ladinico, circa 242 milioni di anni fa) e i suoi resti fossili sono stati ritrovati nella zona di Monte San Giorgio, al confine tra Italia e Svizzera. Altri fossili attribuiti a questo genere sono stati ritrovati in Germania.

## Descrizione
Questo rettile possedeva una forma del corpo relativamente allungata, così come il collo. La coda era molto lunga, e le ossa delle zampe anteriori erano più robuste di quelle posteriori. Il cranio era di forma quasi triangolare e relativamente grande rispetto a quello delle altre forme simili (i pachipleurosauri). La mascella inferiore era diritta e allungata.
Un esemplare adulto di Serpianosaurus poteva raggiungere i 75 centimetri di lunghezza, e di conseguenza questo animale è considerato uno fra i pachipleurosauri più grandi.

## Classificazione
Questo animale è stato descritto per la prima volta nel 1989 da Oliver Rieppel, che operò uno studio sui pachipleurosauri del Monte San Giorgio. I pachipleurosauri sono un gruppo di rettili saurotterigi di piccole dimensioni, considerati forme piuttosto primitive (basali) ma già specializzate tanto da essere distinte dagli affini notosauri. I fossili di Serpianosaurus sono stati ritrovati esclusivamente tra la fine dell'Anisico e l'inizio del Ladinico (circa 242 milioni di anni fa) e rappresentano quindi i più antichi rettili saurotterigi del giacimento.
Al contrario di altri pachipleurosauri, Serpianosaurus era quasi del tutto sprovvisto di pachiostosi (ovvero l'ispessimento delle costole, tipico di molti animali acquatici) e ciò rappresenta una caratteristica primitiva all'interno del gruppo. Gli esemplari di Neusticosaurus, di poco più recenti e ritrovati nello stesso giacimento, mostrano invece la tipica pachiostosi sulle costole. Un probabile antenato di Serpianosaurus è Odoiporosaurus, anch'esso ritrovato a Besano ma di poco più antico.
Alcuni fossili incompleti e privi di cranio, provenienti dalla Germania, sono stati attribuiti a una nuova specie di Serpianosaurus (S. germanicus). Questi resti, che farebbero supporre l'esistenza di pachipleurosauri di grosse dimensioni superiori al metro e mezzo, dimostrerebbero una notevole diversificazione e diffusione del genere Serpianosaurus (Diedrich, 2013); tuttavia, altri studi indicano che questi fossili non sarebbero attribuibili a una nuova specie di Serpianosaurus, e potrebbero addirittura indicare la presenza di un pistosauroide sulla base della morfologia dell'omero (Renesto et al., 2014).

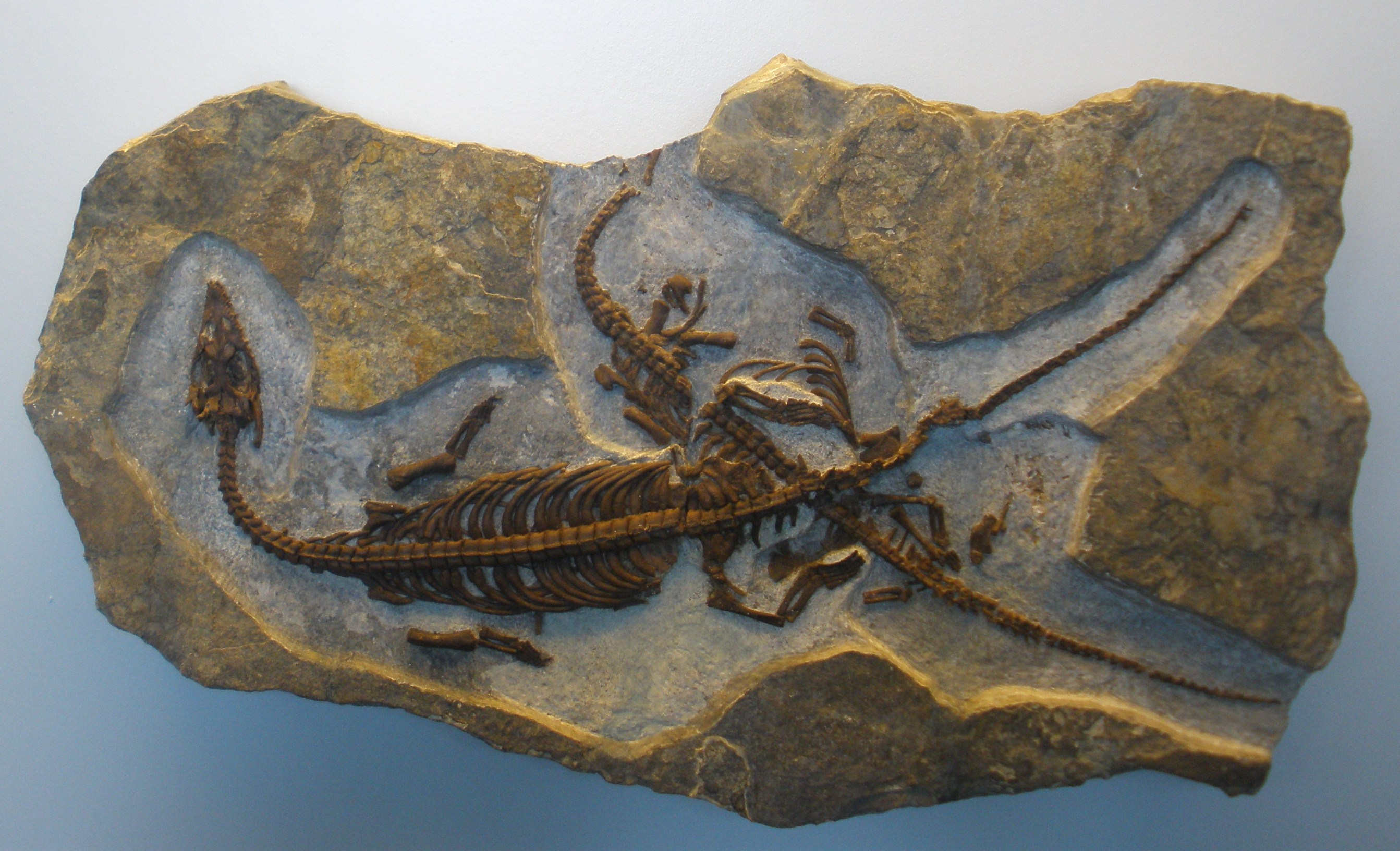
Fossili di Serpianosaurus mirigiolensis, Museo di Paleontologia dell'Università di Zurigo

## Paleoecologia e paleobiologia
Serpianosaurus doveva essere un rettile semiacquatico, adattato parzialmente all'ambiente marino, che viveva in un clima subtropicale cibandosi di piccoli vertebrati. Nuotava grazie soprattutto agli arti anteriori, più robusti di quelli posteriori, e alla lunga coda. 
Si suppone che Serpianosaurus avesse un certo grado di dimorfismo sessuale (come altri pachipleurosauri): maschi e femmine si distinguevano principalmente per la forma e le dimensioni dell'omero.